# Альфа радіо (Білорусь)
Альфа Радіо — білоруська радіостанція, запущена 21 березня 1999.  Радіостанція володіє власною інформаційною службою.

## Музичний формат
До березня 2013 станція вела мовлення у форматі Hot AC.   
З 21 березня 2013 радіостанція змінила музичний формат на Soft AC.  Крім цього, в етері радіостанції тепер звучать тільки новини і музика.   
З березня 2020 року радіостанція повернулась до мовлення у форматі Hot AC та ввела розмовно-інформаційні ток-шоу протягом дня. 
Альфа Радіо є першою радіостанцією, яка веде мовлення в новинному форматі в Білорусі.  В етері, як і раніше звучать як хіти минулих років, так і сучасні пісні, що відповідають музичним запитам дорослої людини. 
З 2005 року вручала свою музичну премію «Золоте вухо», церемонії пройшли чотири рази.

## Мовлення у Білорусі
Трансляція Альфа Радіо ведеться в FM-діапазоні на наступних частотах: 
- Мінськ і область - 107, 9 FM;
- Брест - 100,8 FM;
- Вітебськ - 107,6 FM;
- Гродно - 98,4 FM;

## Працівники радіостанції

### Служба інформації і провідні програм
Олег Ануфрієнка
Дмитро Дьомін 
Олександра Доморад 
Ольга Альварадо 
Андрій Русакович 
Дмитро Алексєєв 
Дмитро Скороходов 